# Aleksej Sučkov
Aleksej Nikolaevič Sučkov, in russo Алексе́й Никола́евич Сучко́в?, spesso traslitterato Alexey Suchkov in lingua inglese (Mosca, 3 aprile 1966), è un pianista russo, vincitore di settanta premi in concorsi pianistici nazionali ed internazionali in Unione Sovietica, Germania, Francia, Italia e Stati Uniti d'America.

## Biografia

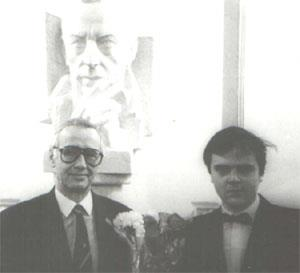
Aleksej Sučkov con il Maestro Evgenij Malinin. Mosca, sala Rachmaninov.

Nato in una famiglia di insegnanti di pianoforte, Sučkov iniziò i propri studi nella Scuola Centrale di Musica di Mosca, frequentando in seguito il Conservatorio "Čajkovskij" sotto la guida del Maestro Evgenij Malinin (assistente del Maestro Heinrich Neuhaus), presso il quale si laureò in pianoforte con lode nel 1991 e dove conseguì il dottorato nel 1993.
È vincitore dei primi premi nei seguenti concorsi pianistici internazionali e nazionali: Coppa Pianisti d'Italia di Osimo, Palma d'Oro di Finale Ligure e della città di Teramo, premio Seiler di Palermo, premio Carlo Mosso di Alessandria, Concorso pianistico Internazionale a Roma, premio Riviera Etrusca di Piombino, premio Onde Musicali a Taranto, premio Mario Polovineo Tribute a Teramo, premio Città di Brindisi, premio Città di Cesenatico, premio Pietro Argento a Gioia del Colle.
Ha tenuto concerti come solista in Unione Sovietica, Italia, Germania, Francia, Polonia e Stati Uniti d'America. Attualmente è Presidente dell'Associazione Artistica Italiana "Suchkov & Suchkov", fondata a Sassuolo nel 2011 insieme a suo figlio Ivan, anch'egli pianista e direttore artistico.